# Miss Grand Paraguay 2022
Miss Grand Paraguay 2022 fue la 5.ª edición del certamen Miss Grand Paraguay, correspondiente al año 2022, la cual se llevó a cabo el 7 de mayo en el Hotel Guaraní en la ciudad de Asunción, Paraguay. 17 candidatas de todo el país compitieron por el título. Al final del evento, Jimena Sosa, Miss Grand Paraguay 2021 de Colonias Unidas, coronó a Agatha León, de Ciudad del Este, como su sucesora. León representó a Paraguay en Miss Grand Internacional 2022 que se llevó a cabo en la ciudad de Bogor, Indonesia, ubicándose en el Top 20 de cuartofinalistas.

## Antecedentes

### Lugar y fecha
Luego de que se iniciara la búsqueda de los aspirantes nacionales el 6 de diciembre de 2021, la organización anunció además que la coronación será en mayo de 2022 y luego confirmó que sería el 7 de mayo en el Hotel Guaraní de Asunción con el concurso preliminar el 5 de mayo.
| Fecha     | Evento                             | Lugar                                    | Ref.  |
| --------- | ---------------------------------- | ---------------------------------------- | ----- |
| 3 de mayo | Conferencia de prensa oficial      | Salón de Gobierno de Itapúa, Encarnación |       |
| 3 de mayo | Concurso Top Model y Mejor Silueta | Salón de Gobierno de Itapúa, Encarnación |       |
| 5 de mayo | Competencia preliminar             | Teatro del Hotel Guaraní, Asunción       | [ 3 ] |
| 7 de mayo | Noche final                        | Teatro del Hotel Guaraní, Asunción       | [ 3 ] |

### Selección de candidatas
Las aspirantes nacionales a Miss Grand Paraguay 2022 fueron seleccionadas directamente por la aplicación en línea a través del organizador nacional o elegidas por los licenciatarios regionales. El 6 de diciembre de 2021, la organización inició la búsqueda de la próxima paraguaya que representará al país en el certamen Miss Grand Internacional 2022. La presentación final de la solicitud se fijó inicialmente para el 15 de febrero de 2022. De la categoría de licenciatarios regionales, cuatro de los cuales realizaron el certamen regional para determinar su representante para el concurso nacional, entre ellos los licenciatarios de Ciudad del Este, Paraguarí, Presidente Franco y San Pedro. Sin embargo, el licenciatario Presidente Franco luego renunció a la licencia, luego el representante de la misma fue designado por el órgano central. Las 17 finalistas nacionales que representan a 8 departamentos y 9 ciudades fueron reveladas oficialmente el 22 de abril de 2022.
| Ubicación       | Certamen                   | Fecha y lugar                                                                   | Candidatas | Título calificado para ronda nacional                        | Ref.   |
| --------------- | -------------------------- | ------------------------------------------------------------------------------- | ---------- | ------------------------------------------------------------ | ------ |
| Paraguarí       | Miss Grand Paraguarí       | 27 de junio de 2021 en el Hotel Corona Suites, Carapeguá                        | 20         | - Miss Grand Paraguarí                                       | [ 9 ]  |
| Ciudad del Este | Miss Belleza Top Paraguay  | 11 de diciembre de 2021 en Isaura Hall, Hotel Marambaia, Ciudad del Este        | 15         | - Miss Grand Presidente Franco                               | [ 10 ] |
| Ciudad del Este | Miss Grand Ciudad del Este | 18 de diciembre de 2021 en el Howard Johnson Hotel, Ciudad del Este             | 10         | - Miss Grand Ciudad del Este                                 | [ 8 ]  |
| San Pedro       | Miss San Pedro             | 5 de febrero de 2022 en el Gimnasio Municipal de San Estanislao, San Estanislao | 23         | - Miss Grand San Pedro - Miss Grand San Pedro de Ycuamandiyú | [ 11 ] |

## Resultados
| Posiciones               | Concursante |
| ------------------------ | --- |
| Miss Grand Paraguay 2022 | - Ciudad del Este - Agatha León |
| Virreina                 | - Asunción - Nayeli Portillo |
| Primera finalista        | - Fernando de la Mora - Ailin Adorno |
| Segunda finalista        | - Luque - Milena Montania |
| Tercera finalista        | - Minga Guazú - Lorena Román |
| Top 10                   | - Santa Ana - Kendal Hirschfeld - Canindeyú - Milena Colmán - Central - Alía Díaz - Concepción - Fátima Valdez - Itapúa - Ingrid Semeniuk |

### Título suplementario
| Posiciones                | Candidata                              |
| ------------------------- | -------------------------------------- |
| Miss Petite Paraguay 2022 | Pedro Juan Caballero - Ingrid Paniagua |
| Primera finalista         | San Pedro de Ycuamandiyú - Andrea Sosa |
| Segunda finalista         | Caazapá - Romina Duarte Yahari         |

### Premios especiales
| Premio                      | Ganadoras                          |
| --------------------------- | ---------------------------------- |
| Mejor Silueta               | Asunción - Nayeli Portillo         |
| Mejor Piel                  | Itapúa - Ingrid Semeniuk           |
| Mejor Video de Presentación | Santa Ana - Kendal Hirschfeld      |
| Miss Redes Sociales         | Santa Ana - Kendal Hirschfeld      |
| Miss Deportes               | Fernando de la Mora - Ailin Adorno |
| Miss Top Model              | Ciudad del Este - Agatha León      |

| \| Teclas de color \| \| \| \| Título principal: Miss Grand Paraguay \| Título principal: Miss Grand Paraguay \| Título suplementario: Miss Petite Paraguay \| \| Ganadora \| Quinto lugar \| Ganadora \| \| Segundo lugar \| Top 10 \| Segundo lugar \| \| Tercer lugar \| No clasificó \| Tercer lugar \| \| Cuarto lugar \| No participó \| \| |                                       |                                            |
| Teclas de color |                                       |                                            |
| Título principal: Miss Grand Paraguay | Título principal: Miss Grand Paraguay | Título suplementario: Miss Petite Paraguay |
| Ganadora | Quinto lugar                          | Ganadora                                   |
| Segundo lugar | Top 10                                | Segundo lugar                              |
| Tercer lugar | No clasificó                          | Tercer lugar                               |
| Cuarto lugar | No participó                          |                                            |

## Candidatas
17 candidatas compitieron por el título nacional de Miss Grand Paraguay 2022.
| Departamento/Distrito    | Candidata            | Edad | Altura          | Ref.   |
| ------------------------ | -------------------- | ---- | --------------- | ------ |
| Asunción                 | Nayeli Portillo      | 19   | 1,72 m (5′ 8″)  | [ 16 ] |
| Caazapá                  | Romina Duarte Yahari | 20   | 1,62 m (5′ 4″)  | [ 17 ] |
| Canindeyú                | Milena Colman        | 19   | 1,70 m (5′ 7″)  | [ 18 ] |
| Central                  | Alía Díaz Rodríguez  | 24   | 1,76 m (5′ 9″)  | [ 18 ] |
| Ciudad del Este          | Agatha León          | 20   | 1,73 m (5′ 8″)  | [ 19 ] |
| Concepción               | Fátima Valdez        | 20   | 1,75 m (5′ 9″)  | [ 18 ] |
| Fernando de la Mora      | Ailin Adorno         | 24   | 1,75 m (5′ 9″)  | [ 18 ] |
| Itapúa                   | Ingrid Semeniuk      | 25   | 1,76 m (5′ 9″)  | [ 20 ] |
| Luque                    | Milenha Montania     | 21   | 1,74 m (5′ 9″)  | [ 18 ] |
| Minga Guazú              | Lorena Román         | 25   | 1,75 m (5′ 9″)  | [ 18 ] |
| Paraguarí                | Magali Cano          | 22   | 1,76 m (5′ 9″)  | [ 18 ] |
| Pedro Juan Caballero     | Ingrid Paniagua      | 19   | 1,68 m (5′ 6″)  | [ 18 ] |
| Presidente Franco        | Patricia Graciano    | 25   | 1,75 m (5′ 9″)  | [ 18 ] |
| Santa Ana                | Kendal Hirschfeld    | 20   | 1,80 m (5′ 11″) | [ 21 ] |
| San Lorenzo              | Andrea Nicole Rojas  | 21   | 1,75 m (5′ 9″)  | [ 18 ] |
| San Pedro                | Olga Irala           |      |                 | [ 18 ] |
| San Pedro de Ycuamandiyú | Andrea Sosa          | 19   | 1,49 m (4′ 11″) | [ 18 ] |